# ناتسفورد
latitudeناتسفوردlongitudeناتسفورد
ناتسفورد (به انگلیسی: Knutsford) یک شهرک در بریتانیا است که در انگلستان واقع شده‌است.
گفته می‌شود نام این شهر از نام کانوت بزرگ گرفته شده است.

## خصوصیات
ناتسفورد ۱۳٬۱۹۱ نفر جمعیت دارد.